# Shakin' Hands
Singles de Nickelback
Never Gonna Be Alone
(2009) This Afternoon
(2010)
Shakin' Hands est le vingt-septième single du groupe Nickelback et le septième de l'album Dark Horse sorti en 2008.

## Classements
| Classement (2008-2010)       | Meilleure position |
| ---------------------------- | ------------------ |
| Canada (Hot 100)             | 49                 |
| États-Unis (Mainstream Rock) | 11                 |
| États-Unis (Hot Rock Songs)  | 24                 |

## Liste des chansons
| 1.   | Shakin' Hands | 3:39 |
| 3:39 |               |      |